# Älskling, vi krympte oss själva
Älskling, vi krympte oss själva (engelska: Honey, We Shrunk Ourselves) är en amerikansk science fiction-komedifilm, från 1997 i regi av Dean Cundey. Uppföljare till Älskling, jag krympte barnen och Älskling, jag förstorade barnet. 
Filmen släpptes direkt till video den 18 mars 1997, på VHS och på DVD den 8 oktober 2002.

## Roller
- Rick Moranis - Wayne Szalinski
- Stuart Pankin - Gordon Szalinski
- Eve Gordon - Diane Szalinski
- Robin Bartlett - Patti Szalinski
- Bug Hall - Adam Szalinski
- Allison Mack - Jenny Szalinski
- Jake Richardson - Mitch Szalinski
- Jojo Adams - Ricky King
- Mila Kunis - Jill, Jennys kompis
- Erica Luttrell - Jody, Jennys kompis
- Lisa Wilhoit - Holly, Jennys kompis
- Ashleigh Sterling - Corky, Jennys kompis
- Theodore Borders - Trey, Rickys kompis
- Bryson Aust - Vince, Rickys kompis
- Laura Dunn - Trina, Waynes sekreterare

### Fotnoter
1. ↑  Donald Liebenson (16 mars 1997). ”Honey, We Skipped The Theaters” (på engelska). Chicago Tribune. Arkiverad från originalet den 12 oktober 2012. https://web.archive.org/web/20121012021626/http://articles.chicagotribune.com/1997-03-16/news/9703160083_1_direct-to-video-best-selling-videos-honey. Läst 13 januari 2017.
2. ↑  Todd Siechen (23 oktober 2002). ”Honey, We Shrunk Ourselves” (på engelska). DVD Talk. http://www.dvdtalk.com/reviews/4815/honey-we-shrunk-ourselves/. Läst 13 januari 2017.